# Bunny Berigan
Rowland Bernard "Bunny" Berigan (Hilbert, Wisconsin, 2 de noviembre de 1908 - Nueva York, 2 de junio de 1942) fue un cornetista,  trompetista y cantante estadounidense de jazz.

## Trayectoria
En 1921, ya toca con una banda local y, muy poco después, participa en varias sesiones con los New Orleans Rhythm Kings, además de integrarse en diversas formaciones universitarias. Se traslada a Nueva York en 1929, y toca en las big bands del violinista Frank Cornwell, de Hal Kemp, Fred Rich y, entre 1932 y 1933, con Paul Whiteman. Después tocará con Jimmy y Tommy Dorsey y con Benny Goodman (1935).
Como músico de sesión, realizó un gran número de grabaciones, entre otros con Red Norvo, Ray Noble, y con su propia big band, que incluía a músicos como Georgie Auld, Buddy Rich, Allen Reuss o el trombonista Ray Conniff, y que editó discos con RCA. La orquesta apenas se mantiene una temporada (1937), debido a la mala gestión empresarial de Berigan. Vuelve con Tommy Dorsey una temporada y toca también con su propio cuarteto (1941). Participará también en la banda sonora de la película "Syncopation" (1942).

## Estilo
Fuertemente influenciado por el estilo de Louis Armstrong, lírico e inventivo en las baladas, poseedor de una gran técnica, con un vibrato muy personal, y especialista en el registro grave de su instrumento. En 1939, la revista "Metronome" lo eligió "mejor trompetista del año".

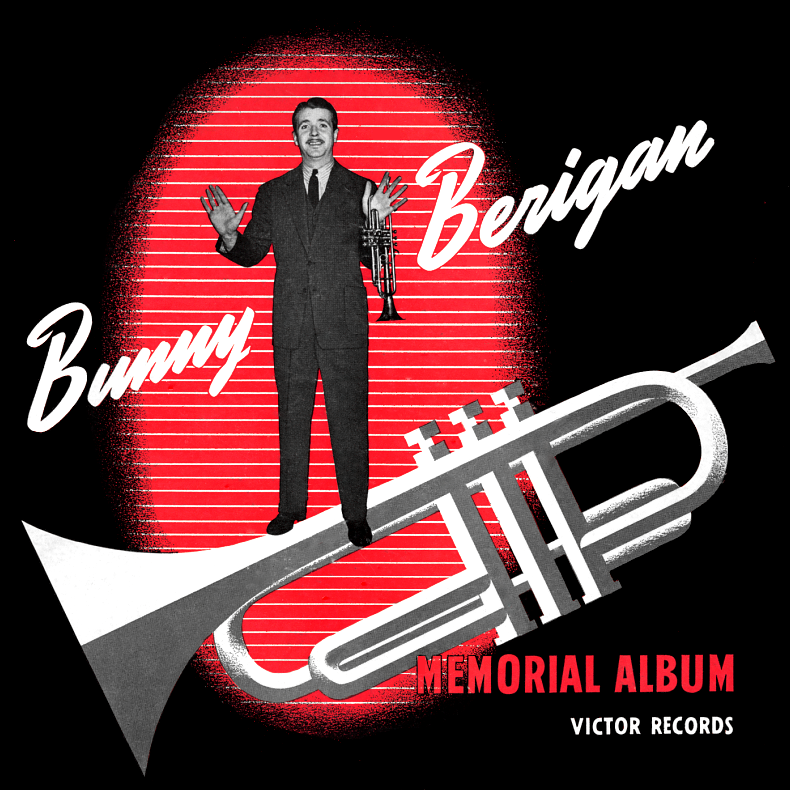
'Memorial Album, de 1944